# قبر بلبان
28°31′10″N 77°11′19″E / 28.51944°N 77.18861°E

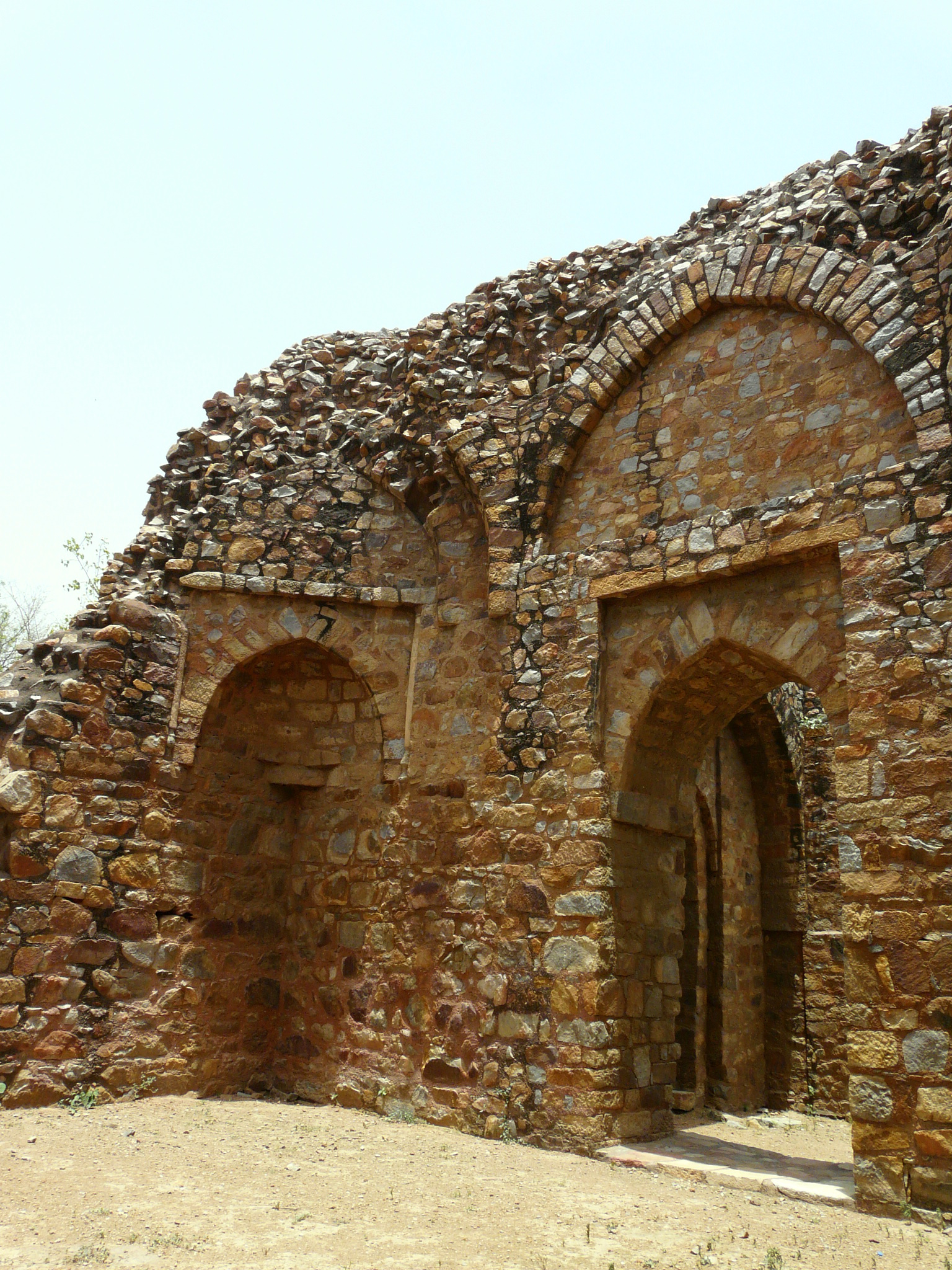
مقبرة بالبان، حديقة مهرولي الأثرية

يقع قبر غياث الدين بلبان في منتزه مهراولي الأثري [الإنجليزية]، في مهراولي [الإنجليزية]، في الجزء الجنوبي من نيودلهي، في الهند. بُني هذا الضريح في حوالي عام 1287 ميلادي من الحجر الحجري [الإنجليزية]، وهو مبنى ذو أهمية تاريخية في تطوير العمارة الهندية الإسلامية، حيث ظهر هنا أول قوس إسلامي في الهند، ووفقًا للعديد من الأشخاص، ظهرت هنا أيضًا أول قبة إسلامية، والتي لم تنجُ، مما يجعل علاء دروزة الذي بني في عام 1311 ميلادي، في مجمع قطب القريب، أقدم قبة باقية في الهند. كان غياث الدين بلبان (1200-1287) حاكمًا تركيًا لسلطنة دلهي أثناء حكم سلالة المماليك في دلهي (أو سلالة العبيد) من عام 1266 إلى عام 1287. كان واحدا من أبرز حكام المماليك. اُكتشف قبر بلبان في منتصف القرن العشرين.

## الملخص
القبر عبارة عن مبنى حجري ضخم، على الرغم من افتقاره إلى الزخارف الرائعة التي يمكن رؤيتها في قبر سيده، إلتتمش. يحيط بالقبر أطلال مستوطنة واسعة النطاق تعود إلى أواخر العصور الوسطى، ويوفر، من زوايا معينة، إطلالة رائعة على منارة قطب. إلى الشرق من قبر بلبان، يقع مبنى مستطيل الشكل مدمر يقال إنه قبر خان شهيد، ابن بلبان، واسمه الأصلي محمد، الذي توفي وهو يقاتل ضد المغول بالقرب من ملتان في عام 1285 م.

## معرض الصور

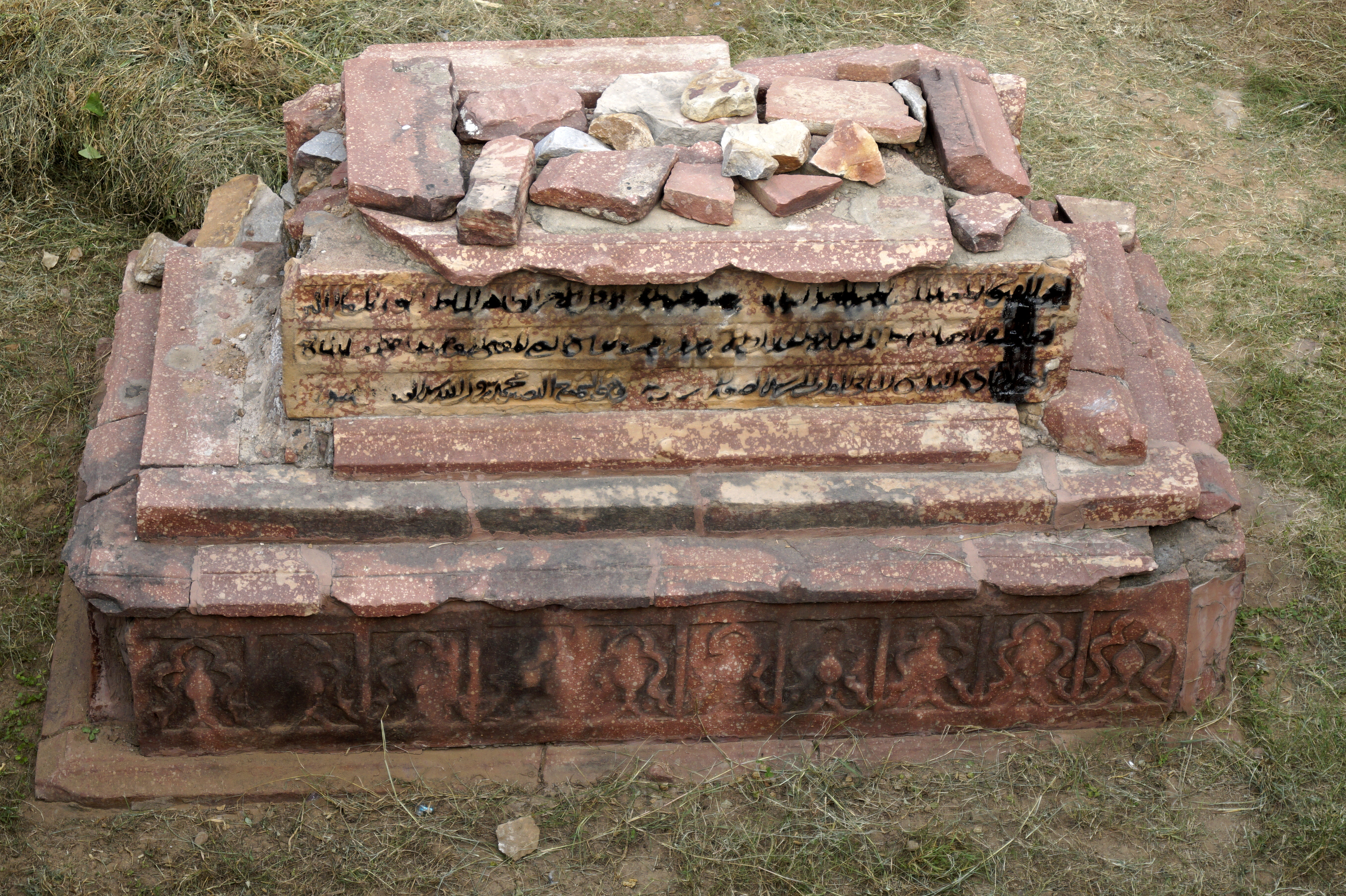
قبر ابن بلبان
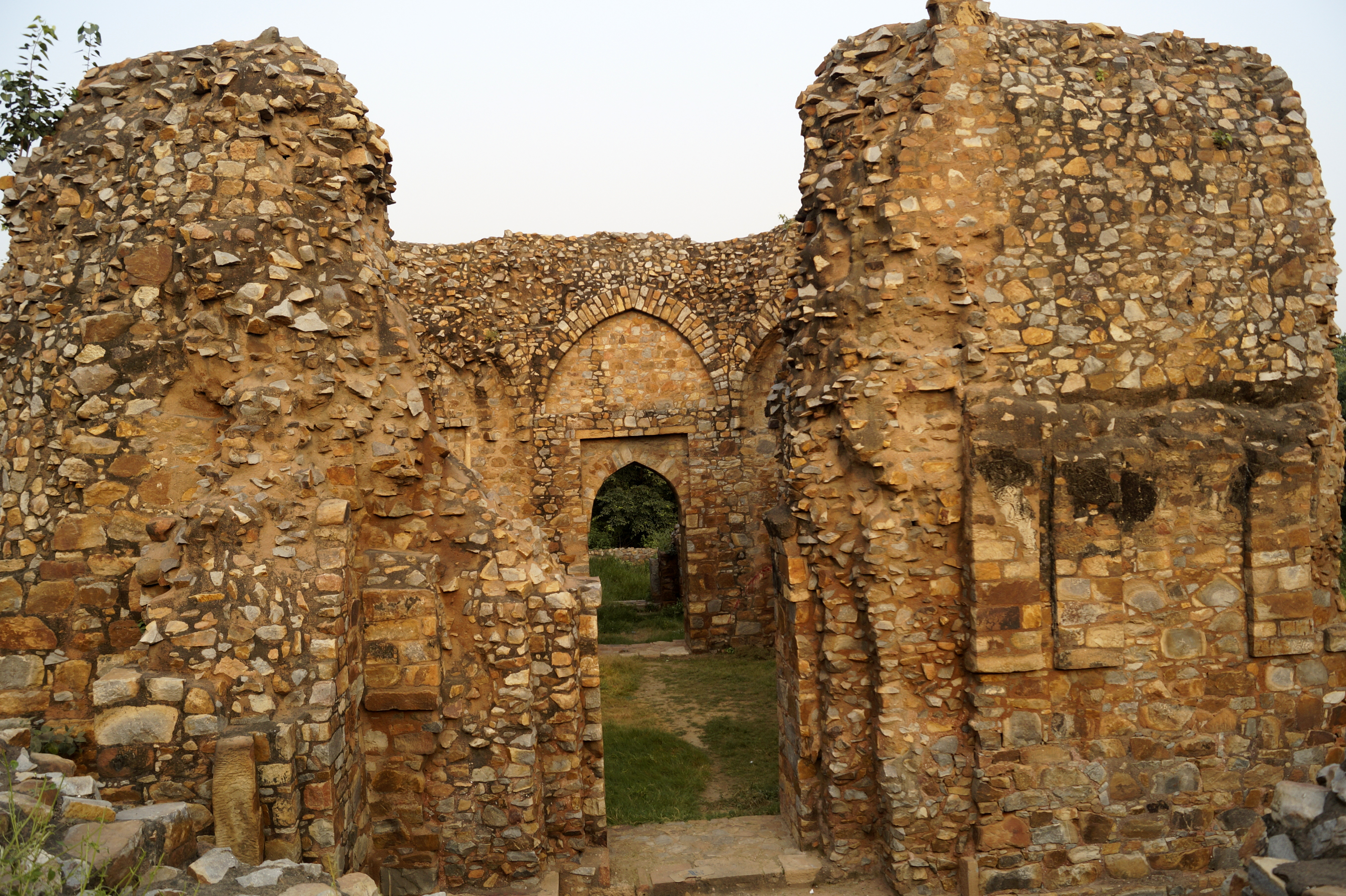
مقبرة بلبان مهرولي -(كما في 2016-09-28)
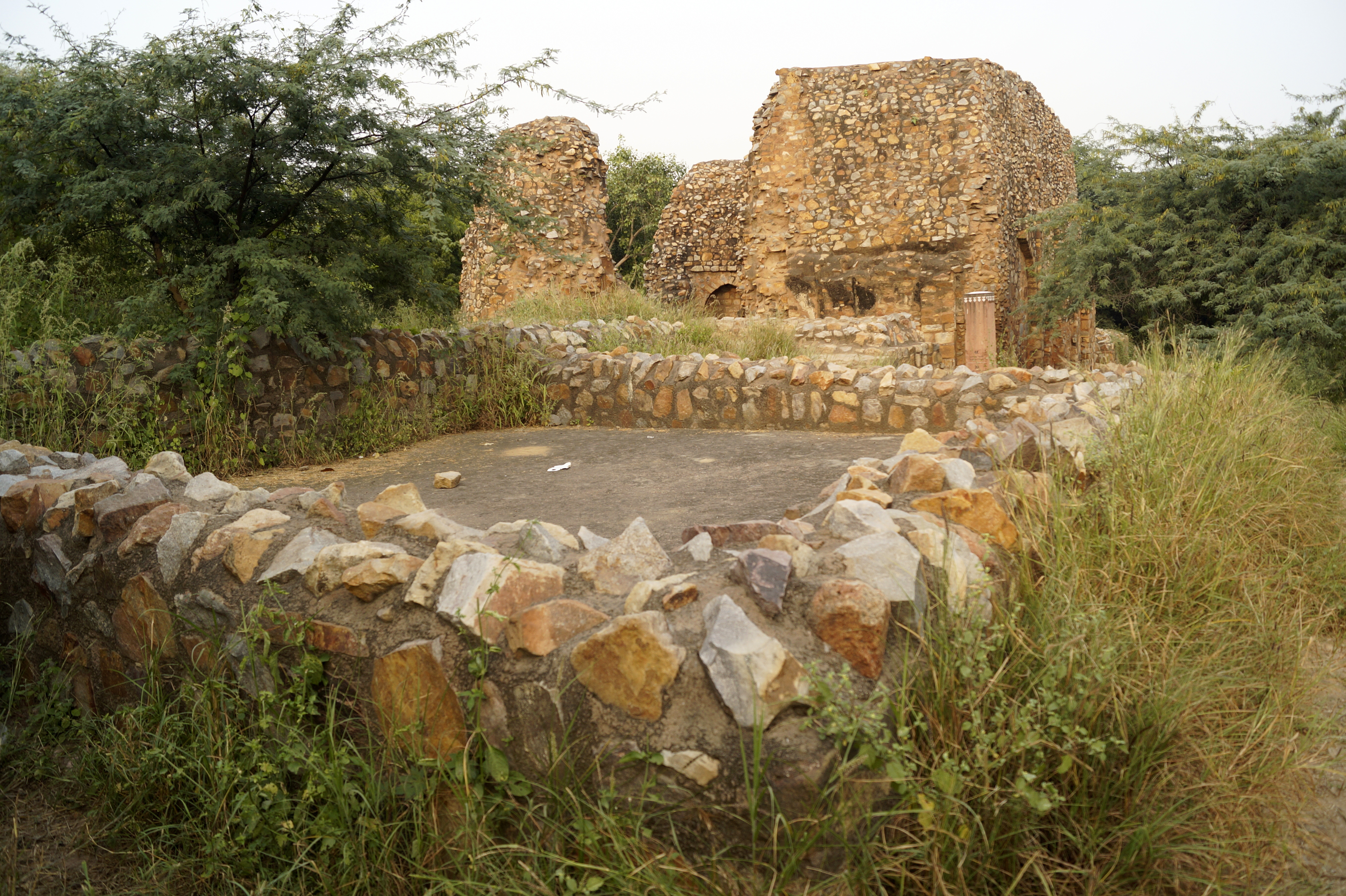
آثار مقبرة بلبان-(بتاريخ 28-09-2016)
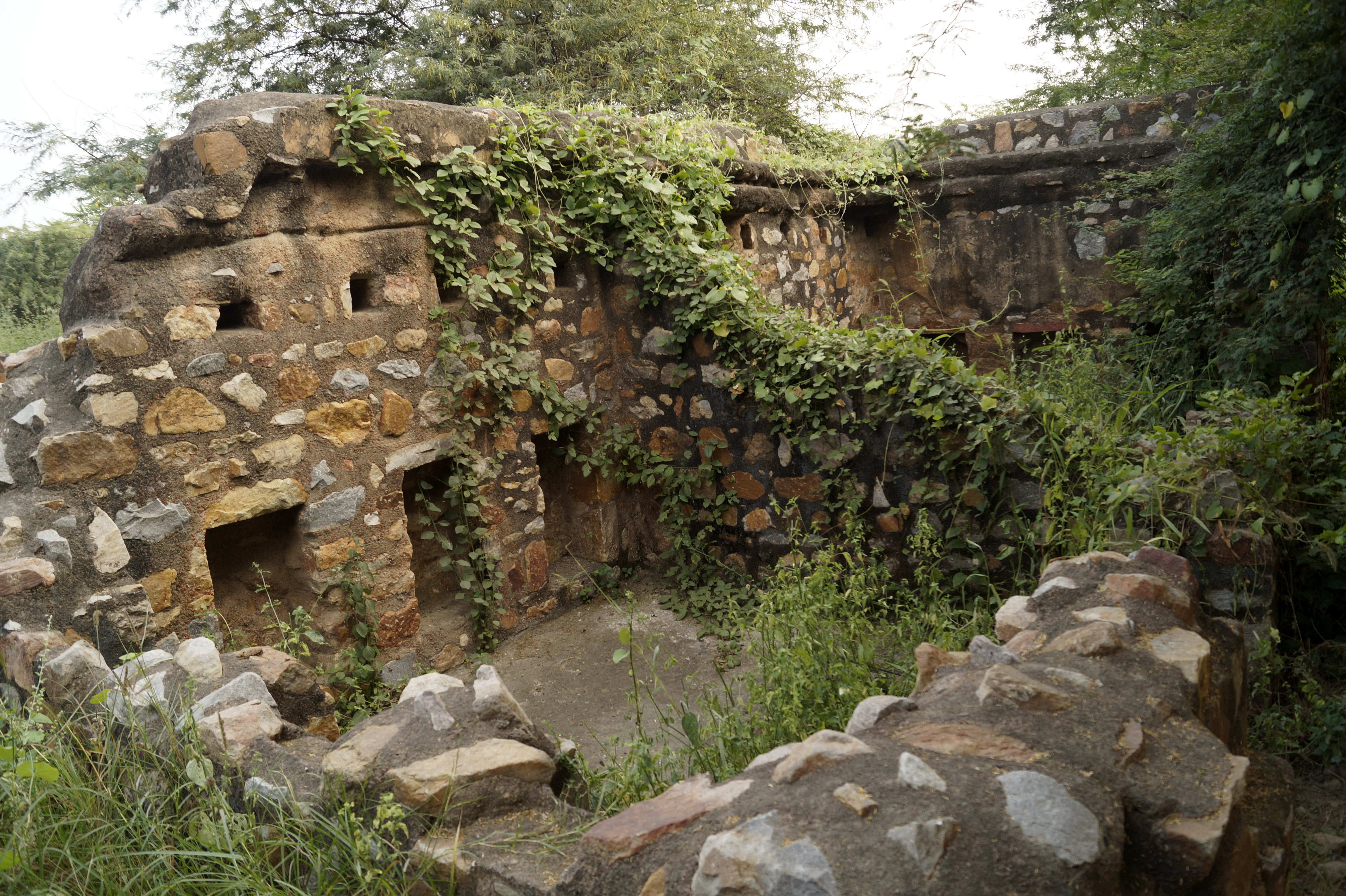
أطلال المبنى المجاور لمقبرة بلبان
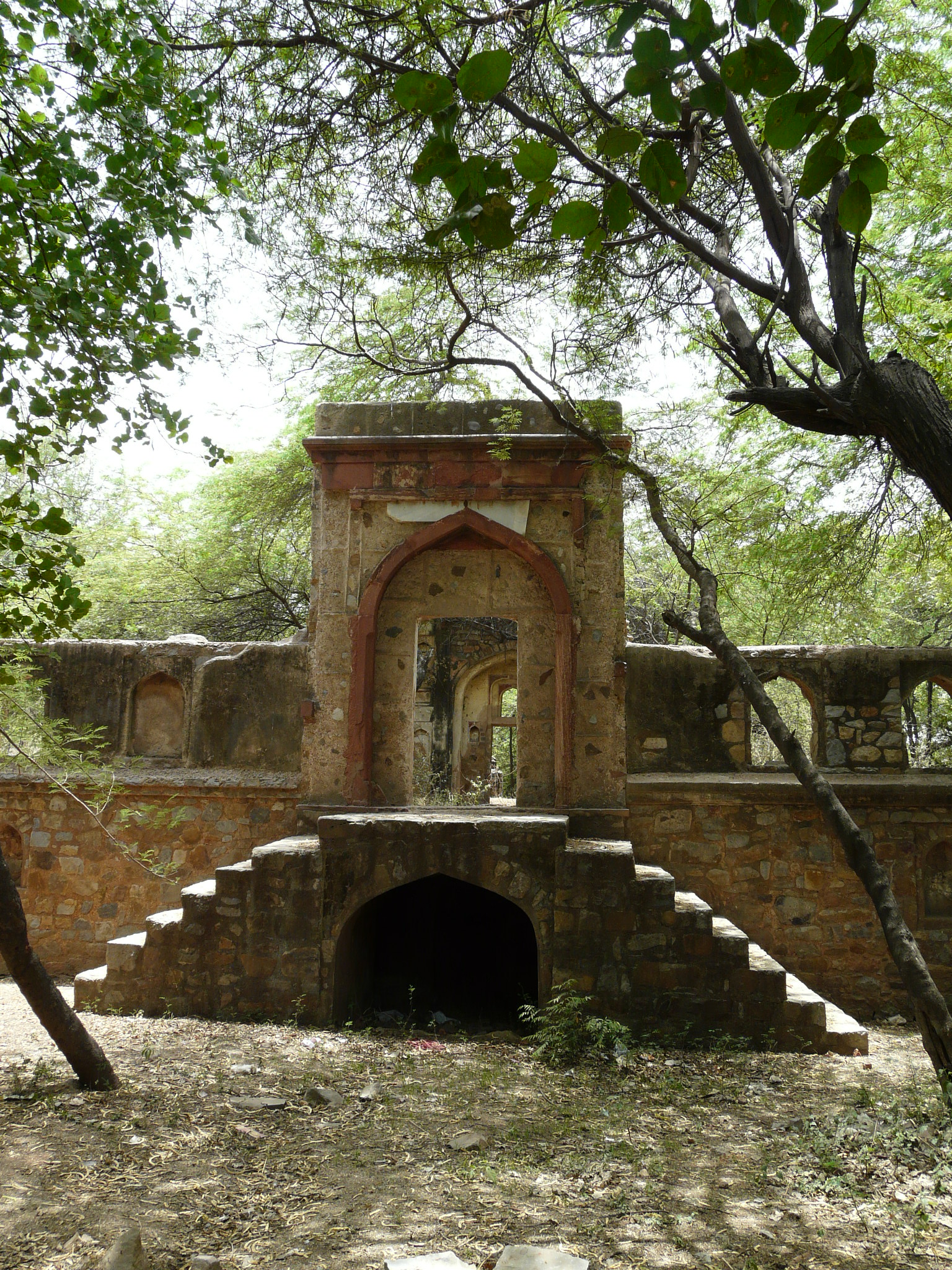
مدخل قبر خان الشهيد، مهراولي
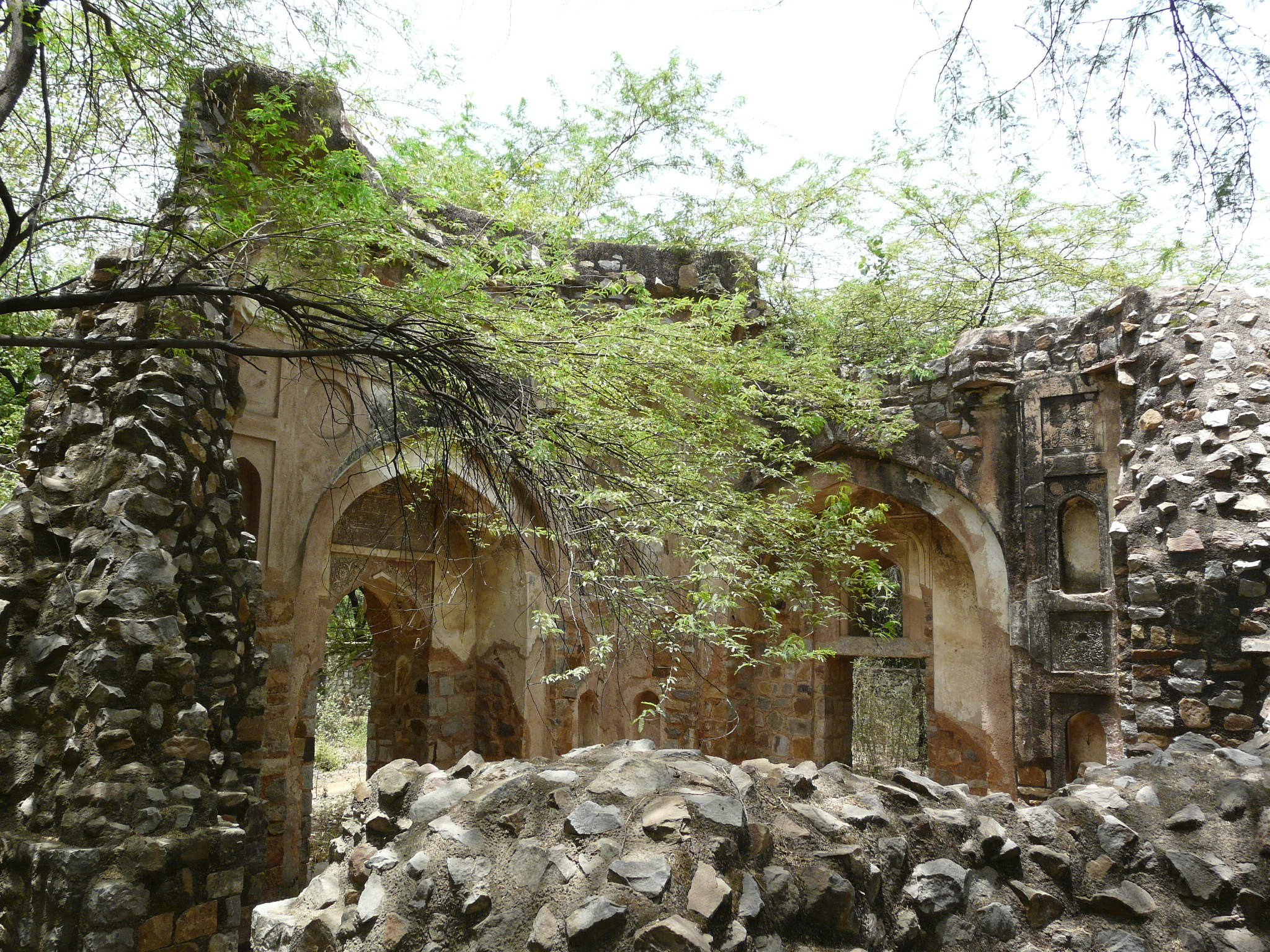
قبر خان1 شهيد، ابن بلبان ، مهرولي
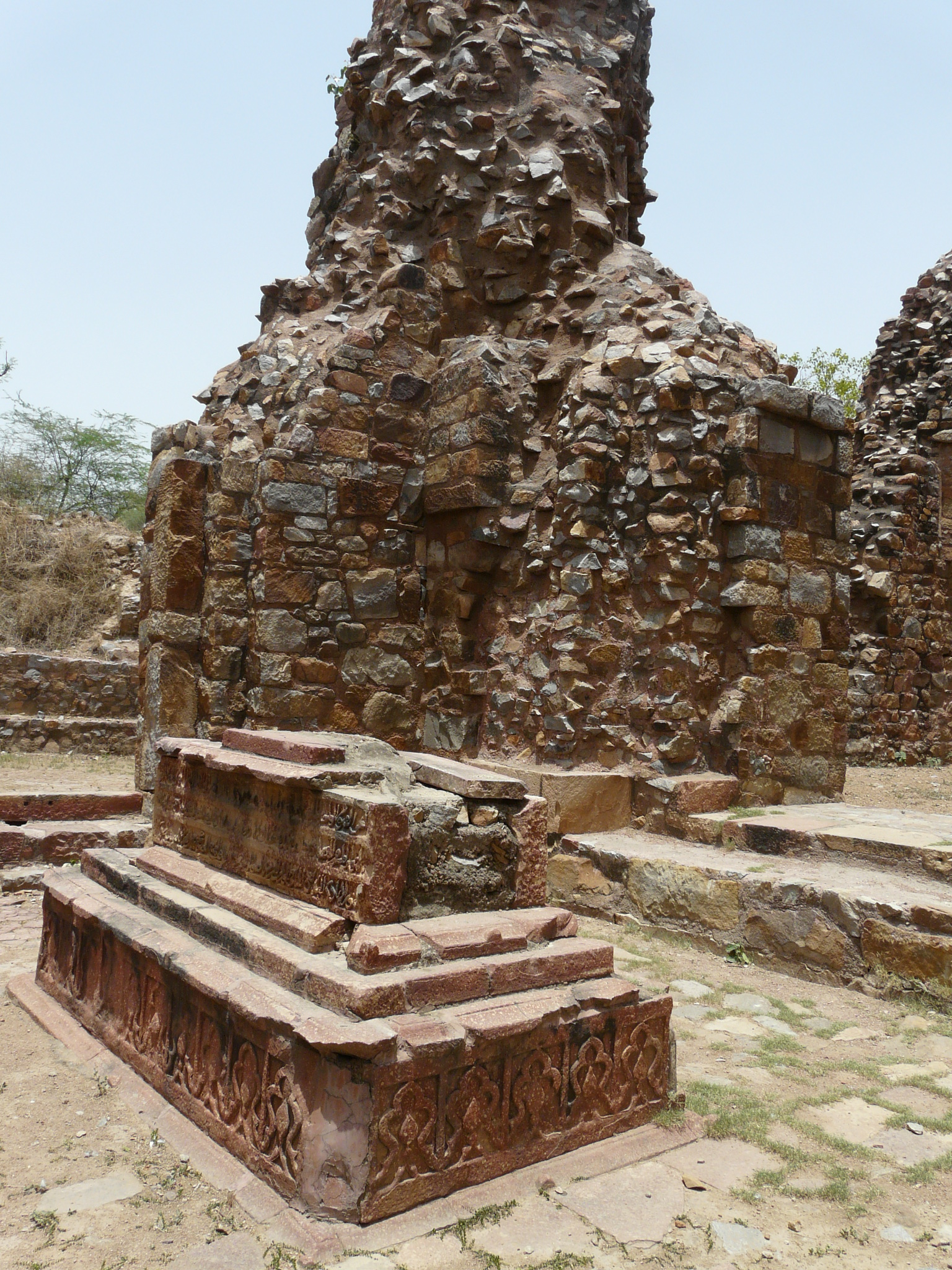
قبر في مقبرة بالبان، مهرولي

## روابط خارجية
- قبر بلبان ويكيمابيا
- صورة قبر بلبان